# Celama sphaerospila
Celama sphaerospila är en fjärilsart som beskrevs av Turner 1944. Celama sphaerospila ingår i släktet Celama och familjen trågspinnare. Inga underarter finns listade i Catalogue of Life.